# チキンフット III
『チキンフット III』（Chickenfoot III）は、チキンフットの2枚目のスタジオ・アルバム。

## 概要
前作の『Chickenfoot』以来、2年ぶりのスタジオ・アルバムである。
ボーカルのサミー・ヘイガーは、今作について、次のようにコメントしている。

## 収録曲
特記なき楽曲は、サミー・ヘイガーとジョー・サトリアーニの共作。
1. ラスト・テンプテーション - Last Temptation -（4:02）
2. オールライト・オールライト - Alright Alright - "サミー・ヘイガー、ジョー・サトリアーニ、マイケル・アンソニー、チャド・スミス"（4:39）
3. ディファレント・デビル - Different Devil - "サミー・ヘイガー、ジョー・サトリアーニ、チャド・スミス"（4:24）
4. アップ・ネクスト - Up Next -（4:33）
5. ライトゥン・アップ - Lighten Up -（5:12）
6. カム・クローサー - Come Closer -（4:08）
7. スリー・アンド・ア・ハーフ・レターズ - Three and a Half Letters -（4:07）
8. ビッグ・フット - Big Foot -（3:49）
9. ドバイ・ブルース - Dubai Blues -（5:02）
10. サムシング・ゴーイング・ロング - Something Going Wrong -（5:16）
11. ソープ・オン・ア・ロープ (ライブ・フロム・フェニックス) - Soap on a Rope (Live from Phoenix) -
日本盤ボーナス・トラック。

## 参加ミュージシャン
- サミー・ヘイガー：ボーカル、リズムギター
- ジョー・サトリアーニ：リードギター、キーボード、ピアノ
- マイケル・アンソニー：ベース、コーラス
- チャド・スミス：ドラム、パーカッション